# Friedrich-Wilhelm-Lübke-Koog
Friedrich-Wilhelm-Lübke-Koog é um município da Alemanha, localizado no distrito de Nordfriesland, estado de Schleswig-Holstein.